# Voivodato di Smoleńsk
Il voivodato di Smoleńsk (in polacco: Województwo Smoleńskie) fu un'unità di divisione amministrativa e governo locale del Granducato di Lituania (Confederazione Polacco-Lituana) dal XV secolo fino alla Spartizione della Polonia del 1795. Per la maggior parte di questo periodo fu un voivodato titolare, perché i suoi territori non erano controllati dalla Polonia. Il voivodato fu perso dalla Lituania nel 1514, riconquistato dalla confederazione nel 1611 e perso di nuovo nel 1654. La sede del governatorato del voivodato (Wojewoda) era situata nella città di Smoleńsk.